# Condylactis natalensis
Condylactis natalensis is een zeeanemonensoort uit de familie Actiniidae.
Condylactis natalensis is voor het eerst wetenschappelijk beschreven door Carlgren in 1938.